# 丁斯莱本
丁斯莱本（德語：Dingsleben）是德国图林根州的市镇，隶属于希尔德布格豪森县。总面积为8.44平方千米，截至2023年12月31日总人口为231人。